# Museu de Arte Indígena
O Museu de Arte Indígena (MAI) é um museu localizado em Curitiba, no Paraná. É o primeiro museu particular do Brasil dedicado exclusivamente à produção artística dos indígenas brasileiros, e conta com um dos maiores acervos particulares do mundo nesta área.

## História
O museu foi fundado em Clevelândia em 2009 para resgatar e preservar a cultura indígena brasileira. Seu acervo começou a ser reunido a partir de 1997, com peças de uma aldeia no Mato Grosso do Sul.
Em 16 de novembro de 2016 a sede foi transferida para a capital paranaense, Curitiba.

## Estrutura e acervo
Com mais de 700 m² de área de exposição, seu acervo, composto de 700 peças, foi adquirida através de expedições às regiões Centro-Oeste e Norte do Brasil e esta subdividido em: